# ヨーゼフ・マティアス・ハウアー
ヨーゼフ・マティアス・ハウアー（Josef Matthias Hauer, 1883年3月19日 - 1959年9月22日）は、オーストリアの作曲家、音楽理論家。

## 略歴

### 生い立ち
シェーンベルクよりも早く、独自に十二音技法を発展させていたことで知られる。
ウィーナー・ノイシュタット生まれ、ウィーンに没する。父親は刑務官であったが、アマチュア音楽家でもあり、ヨーゼフの3歳になった頃からツィターを教えた。その後、生地の師範学校に学び、学校教員の技能としてチェロ、合唱の指揮、オルガンなどの音楽教育を受けたが、理論や作曲は独学であった。1902年、のちに哲学者となる学友フェルディナント・エープナー（Ferdinand Ebner, 1882-1931）とともに師範学校を卒業した。クルムバッハ、ザンクト・ペルテン、ウィーナー・ノイシュタット等で小学校教員を務め、20歳代後半あたりから教員生活の余暇に作曲と音楽理論や神秘学の研究に熱中。第一次世界大戦が勃発すると召集されたが、兵として不適格と判断され、後方勤務に従事するため1915年ウィーンに転居し、以後終生そこに留まった。
1918年、ゲーテの色彩論に基づいた色聴についての音楽理論書を出版。1919年8月、12音による作曲技法を発明する。彼の作曲技法は、作品を追う毎に変化しており、1音1音を積木を積むように構築された作品もあれば、12音の並びから和声の連結を生成する手法を用いたもの、易学に基づくもの、図形楽譜まであり、非常に多彩である。中でも、いわゆる「44のトローペの理論」は彼の十二音技法を語る上で欠かせない。なお、1919年作曲のピアノ曲「ノモス」は、世界最初の12音音楽と見なされている。
1918年頃からシェーンベルクと交流を持ちはじめ、一時は「ノモス」を含むいくつかのハウアー作品をシェーンベルクが私的演奏協会（Verein für musikalische Privataufführungen）で紹介したり、共著を執筆する計画を立てたり、十二音技法のための音楽学校を共同で開設する構想を錬るほどにまで接近した。しかし関係は長続きせず、音楽家は芸術的な表現を志向するのではなく12音のそれぞれが持つ霊的な真実を代弁することにのみ尽力すべきという「新しい音楽」を主張してシェーンベルクとはげしく対立し、袂を分つこととなった。「12音の代弁者」を自認するハウアーは、作曲家と呼ばれることすら望まなかった。

### 12音はトローペかセリーか？
シェーンベルクが十二音技法に基く楽曲を発表し始めると、ハウアーは厳しく批判した。シェーンベルクやアドルノらもハウアーをこき下ろした。しかし、一方でシェーンベルクは自身の十二音技法がトローペ理論から一部影響を受けたことを認めている。
音と色彩との間の論理的な関係を模索していたハウアーは、1919年5月、ヨハネス・イッテンの展覧会を訪れ、色彩理論の図形的な表現に衝撃を受けた。彼はイッテンに知遇を求め、友情関係が築かれた。一方イッテンも「もしも自分が画家ではなく、音楽家だったら、全くハウアーのように作曲しただろう」と語った。その後ハウアーの「44のトローペの理論」と、12色相環をはじめとするイッテンの色彩研究は、音楽と色彩とその図形化などをめぐって互いに影響を与え合い展開するところとなる。ハウアーは「トローペの記譜には12音に適した五線譜の破棄が必要である」という過激な思想に染まり、新しい記譜法を考案したが後継者はいなかった。
1920年代はハウアーの絶頂期であり、トローペ理論に基く楽曲が数多く発表され、その理論と作品がようやく識者の関心を得るようになった。1923年から1925年まで作曲家ヘルマン・ハイス（Hermann Heiß, 1897年-1966年）が彼のもとで十二音技法を学んだ。1927年、「組曲第7番」（VII. Suite）がヘルマン・シェルヘンによりフランクフルトで初演され、フローベールの原作によるオペラ「サランボー」が1930年にオットー・クレンペラーによりクロル・オペラで初演された。1927年にはウィーン芸術家賞を与えられ、1930年からは州の助成金が支給された。1932年には、ゴットヘルフの原作による大作オペラ「黒い蜘蛛」を完成させた。

### 迫害と復権
しかし、ナチスの擡頭により彼の作品は頽廃芸術の烙印を押され、1938年以降は公的な活動の場を全く奪われてしまった。彼はナチ時代を通じてオーストリアに留まったが、作品を公表することもなく、やがてその存在はほとんど忘れ去られた。
第二次世界大戦後は、ウィーン・コンツェルトハウス協会の名誉会員に迎えられ、1954年、教授の称号を与えられた。戦後公表した作品は寥々たるものだが、1939年から1959年の死に至る20年間、自ら「12音の戯れ」（Zwölftonspiele）と呼ぶ夥しい数の楽曲を書き続け、篋底に秘していた。
ハウアー畢生の大作であるオペラ「黒い蜘蛛」は、彼の死後1966年になってようやくミヒャエル・ギーレンによりウィーンで初演された。

## 主な作品
- オペラ「黒い蜘蛛」（Die Schwarze Spinne）
- オペラ「サランボー」（Salambo）
- 「ヘルダーリン歌曲集」（Hölderlin Lieder）作品21ほか全6集
- ピアノ曲「ノモス」（Nomos）作品19
- 管弦楽曲「黙示録幻想曲」（Apokalyptische Phantasie）作品5
- 管弦楽曲「ロマンティック幻想曲」（Romantische Phantasie）作品37
- 管弦楽曲「組曲第7番」（VII. Suite）作品48
- ヴァイオリン協奏曲（Violinkonzert）作品54
- 「12音の戯れ」（Zwölftonspiele）―管弦楽曲、室内楽曲、ピアノ独奏曲など多数
  - 577曲が確認済。実際には多くの12音の遊びが散逸または破棄されたといわれる。

## 関連文献
- Othmar Steinbauer: Josef Matthias Hauers Zwölftonspiel. Österreichische Musikzeitschrift, 18. Jahrgang, Heft 3, Wien 1963
- Monika Lichtenfeld: Untersuchungen zur Zwölftontechnik bei Josef Matthias Hauer. Gustav Bosse, Regensburg 1964
- Walter Szmolyan: Josef Matthias Hauer. Österreichische Komponisten des XX. Jahrhunderts. Bd.6. Lafite Verlag, Wien 1965
- Kurt Blaukopf: Hauers geistige Physiognomie, Österreichische Musikzeitschrift, 21. Jahrgang, Themenheft 3, Wien 1966.
- Rudolf Stephan: Hauer, Josef Matthias. In: Neue Deutsche Biographie (NDB). Band 8, Duncker & Humblot, Berlin 1969, ISBN 3-428-00189-3, S. 82 f. (Digitalisat).
- Johann Sengstschmid: Zwischen Trope und Zwölftonspiel. J. M. Hauers Zwölftontechnik in ausgewählten Beispielen. Gustav Bosse, Regensburg 1980
- Hans Ulrich Götte: Die Kompositionstechniken J. M. Hauers unter besonderer Berücksichtigung deterministischer Verfahren. Kasseler Schriften zur Musik. Bd. 2. Bärenreiter, Kassel 1989
- Helmut Neumann (Hrsg.): Die Klangreihen-Kompositionslehre nach Othmar Steinbauer. 2 Bde. Peter Lang, Frankfurt-Wien 2001
- Nikolaus Fheodoroff u.a.: Josef Matthias Hauer: Schriften, Manifeste, Dokumente. DVD-ROM. Lafite, Wien 2007. ISBN 978-3-85151-076-8
- Hans Florey: Die Gesetzmäßigkeiten für Josef Matthias Hauers „Zwölftonspiele“, Österreichische Musikzeitschrift, 65. Jahrgang, Heft 3, Wien 2010, S. 83-95.
- Dominik Sedivy: Serial Composition and Tonality. An Introduction to the Music of Hauer and Steinbauer, (Hrsg.): Günther Friesinger, Helmut Neumann, Dominik Sedivy, edition mono, Wien 2011
- Dominik Sedivy: Tropentechnik. Ihre Anwendung und ihre Möglichkeiten, Königshausen & Neumann, Würzburg 2012
- Covach, John. 1990. "The Music and Theories of Josef Matthias Hauer", Ph.D. dissertation. Ann Arbor: University of Michigan.
- Covach, John. 1992. "The Zwölftonspiel of Josef Matthias Hauer”. Journal of Music Theory 36.1 (1992): 149-84.
- Covach, John. 2002. "Twelve-Tone Theory”. In The Cambridge History of Western Music Theory, edited by Thomas Christensen, 603–627. Cambridge and New York: Cambridge University Press.
- Covach, John. 2003. "Josef Matthias Hauer". In Music of the Twentieth Century Avant-Garde, edited by Larry Sitsky, 197–202. [N.p.]: Greenwood Publishing.
- Lichtenfeld, Monika. 2001. "Hauer, Josef Matthias". The New Grove Dictionary of Music and Musicians, second edition, 29 vols., edited by Stanley Sadie and John Tyrrell, 11:134–37. London: Macmillan Publishers; New York: Grove's Dictionaires.
- Whittall, Arnold. 2008. The Cambridge Introduction to Serialism. Cambridge Introductions to Music. Cambridge & New York: Cambridge University Press. ISBN 978-0-521-86341-4 (cloth) ISBN 978-0-521-68200-8 (pbk.)
- リーマン音楽事典・ハウアーの項にはトローペの記譜法がある。